# Trumslagarpojken
Trumslagarpojken är ett album med det svenska punkbandet Ohlson har semester production. Kom ut 2000 på Beat Butchers.

## Låtarna på albumet
1. Frågor och svar
2. Vad var det ni sa
3. Solguden Dan
4. Land i sikte
5. Byter sida
6. Segersång
7. Vi glömde dom andra
8. Vem é jag
9. Hur man fångar en haj
10. Vet var du står
11. Malin och Anna
12. Ett ord, ett ackord
13. Vi kommer
14. Dimma luft sot
15. Åka mera buss
16. Vi rullar ut
17. Det stör
18. Trumslagarpojken